# Miguel Ángel Rubiano
Miguel Ángel Rubiano Chávez (nascido em 3 de outubro de 1984) é um ciclista profissional colombiano que compete nos Circuitos Continentais da UCI para a equipe Colombia.